# Rogue (anatomie)
Pour les articles homonymes, voir Rogue.

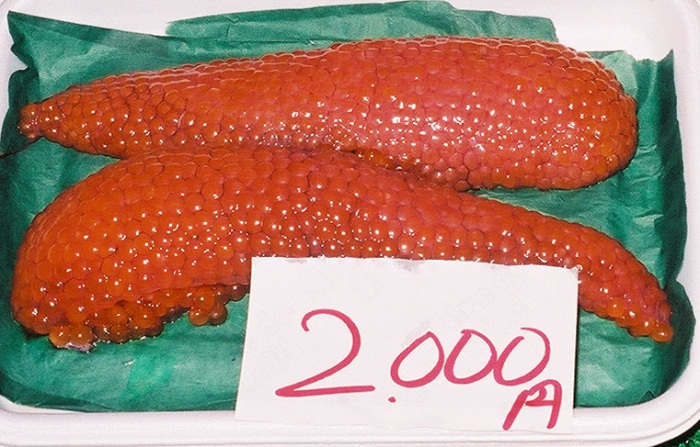
Œufs de saumon à 2000 yens.

La rogue, autrefois dénommée aussi noue, langue ou rave, est la gonade femelle pleine d'ovules des poissons et de certains animaux marins dont les crevettes, les pétoncles, les oursins et les calmars. Elle se présente sous la forme d'une poche d'ovules, de taille et de couleur variables. Dans le langage courant, la rogue est souvent appelée « œufs de poisson », alors que les « œufs de poisson » proprement dits sont les multiples ovules de cette rogue obtenus par la séparation du tissu conjonctif qui forme la poche externe de l'ovaire.
Certaines rogues (ou les ovules qu'on en extrait) sont consommées crues ou cuites.

## Nutrition
Comme les poissons dont ils sont issus, les œufs de poisson sont riches en nutriments. Leurs vertus nutritives peuvent être fortement perturbées dans certains cas par l'adjonction de colorants ou par l'excès de sel.

## Exploitation

### Appâts
Aux XVIIe siècle et XVIIIe siècle notamment, le commerce de la rogue se déploya à l'échelle de l'Europe comme appât pour la pêche à la sardine. Ainsi, la rogue de morue pêchée en février au large de la Norvège était saumurée et mise en baril pour être expédiée début mai, depuis Bergen notamment, sur les côtes ouest et sud de la Bretagne, où les sardiniers bretons l'utilisaient massivement comme appât pour la saison de pêche à la sardine débutant alors.
Ce commerce représentait alors annuellement des volumes importants : 400 000 livres passaient ainsi de Norvège en France dans les années 1780.

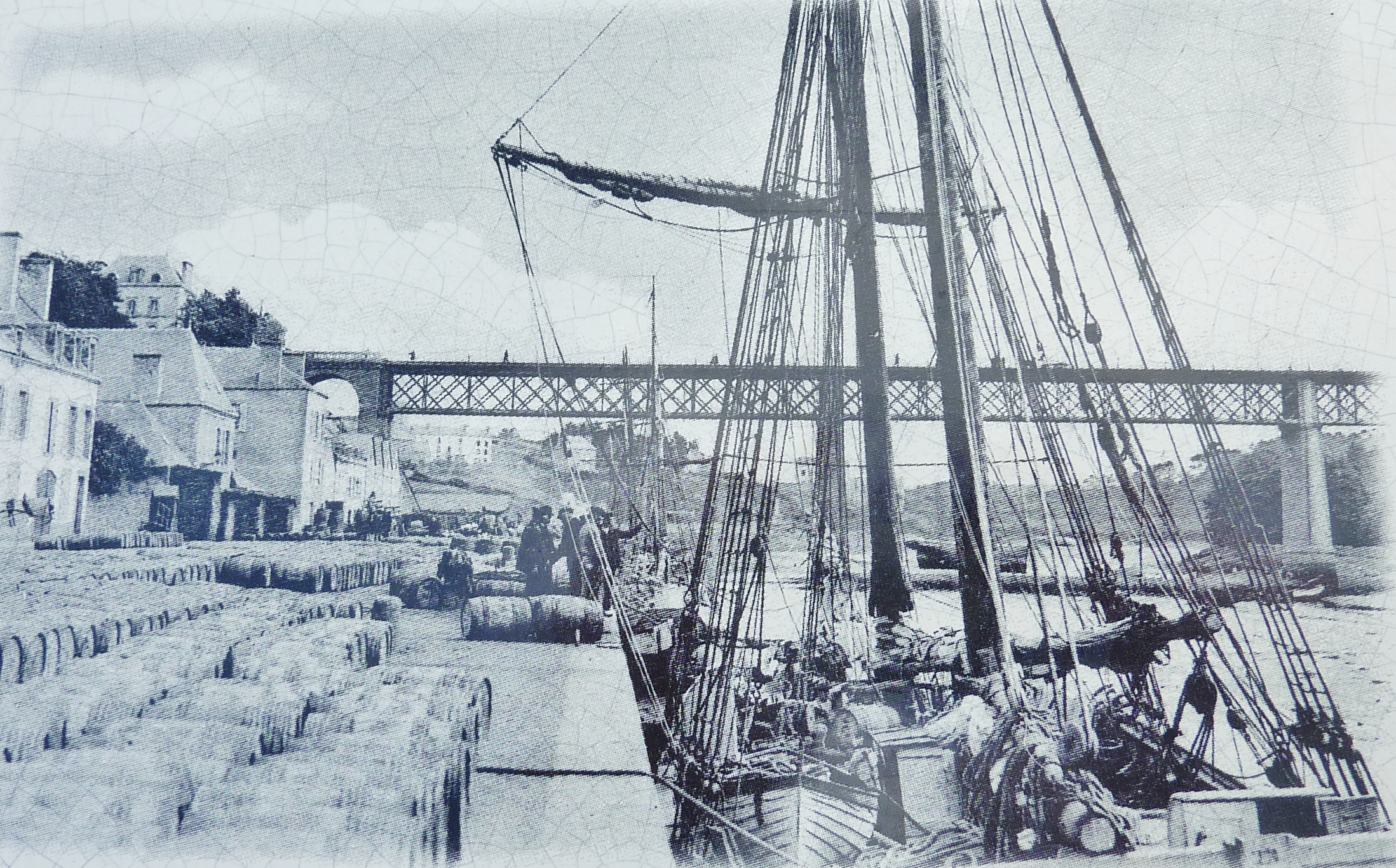
Douarnenez : des milliers de barils de rogue venus de Norvège (début XXe siècle).
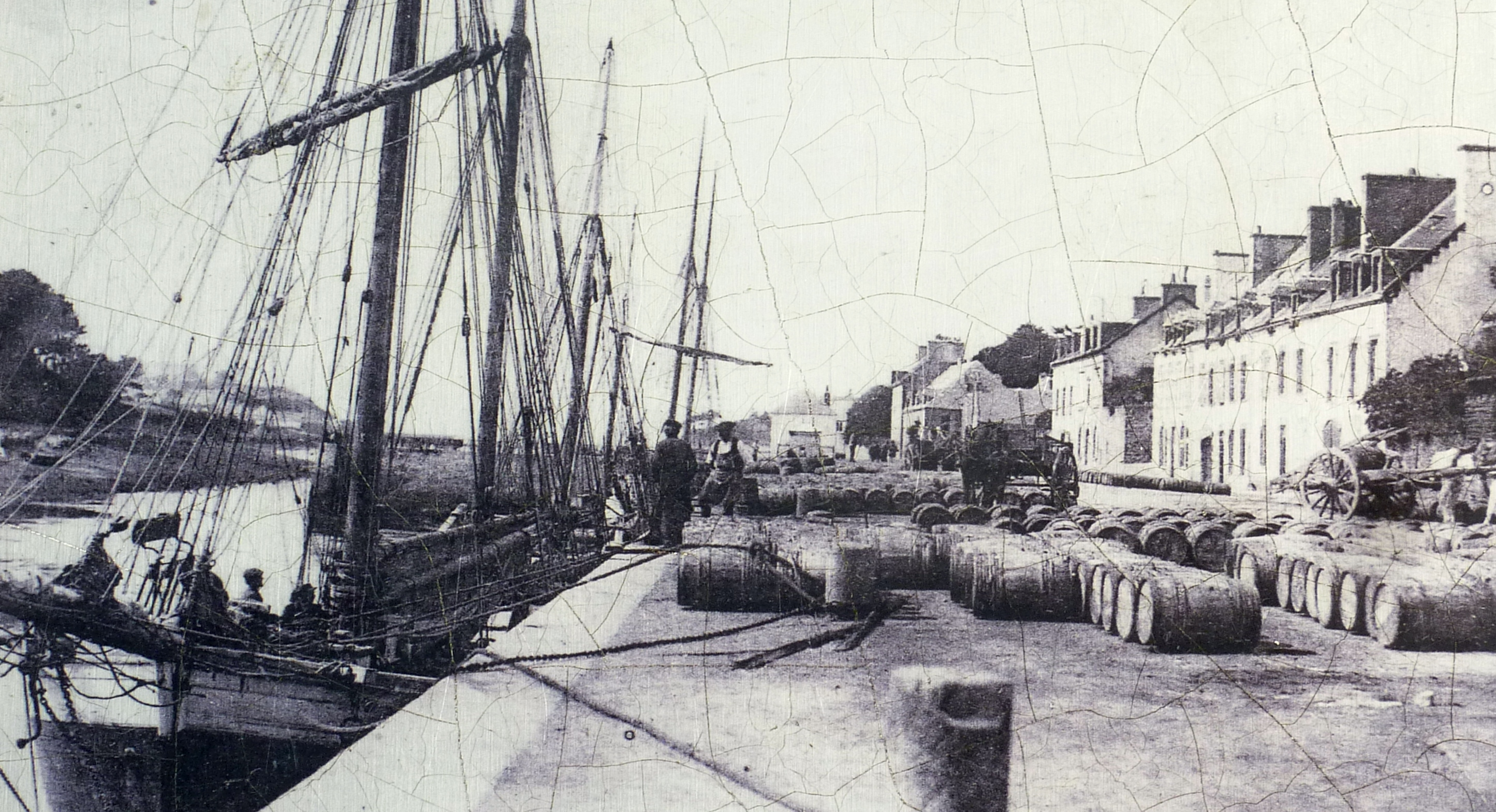
Barils de rogue sur les quais du Port-Rhu à Douarnenez (vers 1900).

### Gastronomie

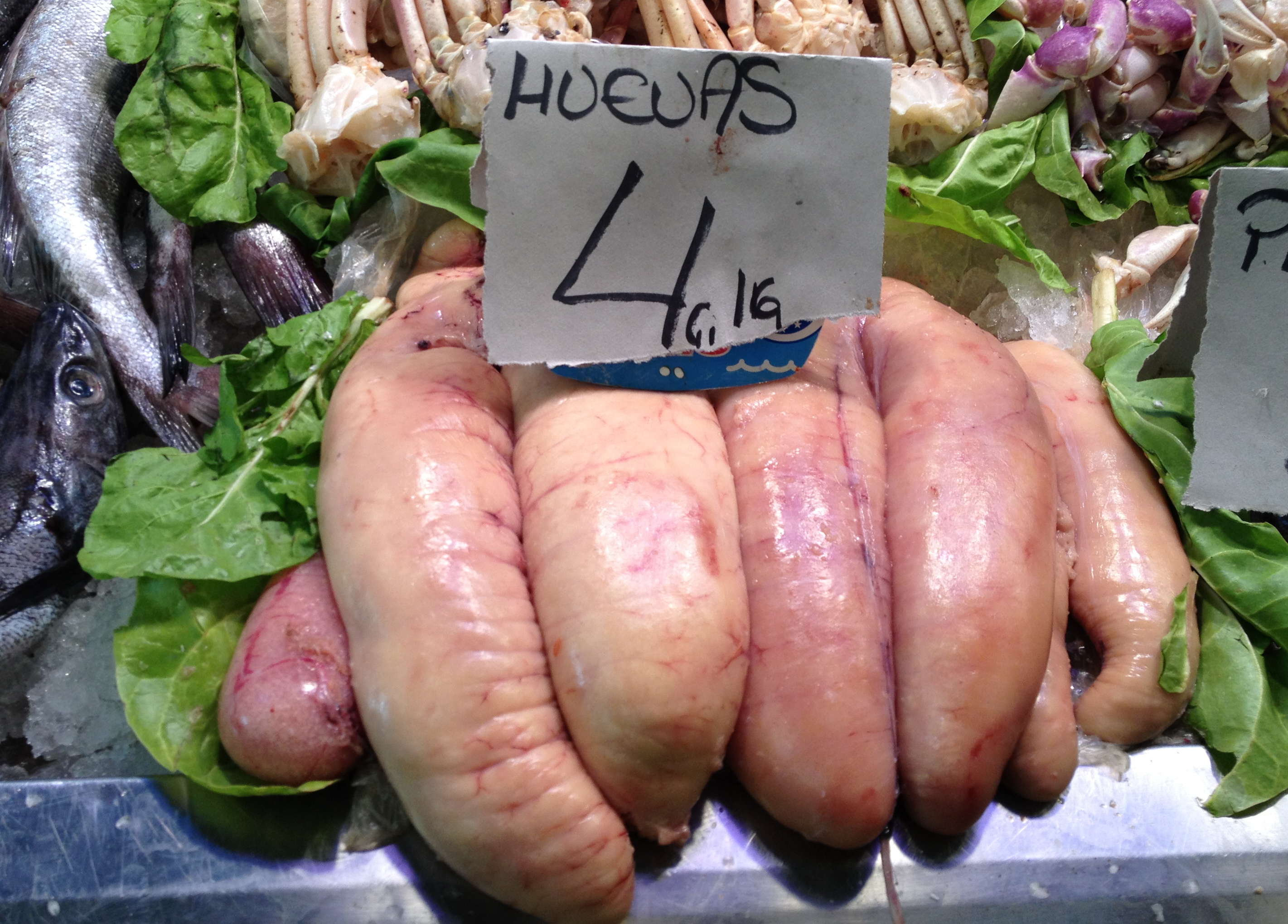
Rogue de thon rouge.

Les œufs de poisson sont traités et préparés de différentes façons suivant les continents et les cultures.
- Les œufs de poissons sont très appréciés au Japon. On les consomme notamment en sushis : tobiko (poisson volant), masago (capelan), ikura (saumon), etc.
- Les œufs d’esturgeon sont utilisés pour le caviar. Des succédanés, moins onéreux, sont préparées à partir d'œufs de lompe.
- Les œufs de saumon, parfois et abusivement[5] appelés « caviar rouge ».
- Les œufs de truite, de plus petite taille que les œufs de saumon, avec un goût plus doux, moins iodé.
- Les œufs de cabillaud, fumés et vendus en poche, sont utilisés pour la fabrication du tarama.
- Les œufs de mulets (parfois appelés œufs de mujols, terme espagnol), séchés et recouverts de cire, sont utilisés pour fabriquer la poutargue.
- Les œufs de capelan des mers froides (appelés ishavsrom en suédois).
- Les œufs de corégone ou lavaret  (appelé  löjrom ou parfois et abusivement « caviar nordique »), de petite taille.
- Les œufs de hareng, de carpe, de maquereau, d'alose, entre autres, sont également utilisés en gastronomie.